# Odontobuthus chabaharensis
Espèce
Odontobuthus chabaharensis est une espèce de scorpions de la famille des Buthidae.

## Distribution
Cette espèce est endémique de la province du Sistan-et-Baloutchistan en Iran. Elle se rencontre sur le golfe d'Oman vers Tchabahar.

## Étymologie
Son nom d'espèce, composé de chabahar et du suffixe latin -ensis, « qui vit dans, qui habite », lui a été donné en référence au lieu de sa découverte, Tchabahar.

## Publication originale
- Barahoei, Prendini, Navidpour, Tahir, Aliabadian, Siahsarvie & Mirshamsi, 2021 : « Integrative systematics of the tooth-tailed scorpions, Odontobuthus (Buthidae), with descriptions of three new species from the Iranian Plateau. » Zoological Journal of the Linnean Society, vol. 164.